# Bellefontaine (Vosges)
Bellefontaine é uma pequena comuna do departamento de Vosges, cuja numeração é 88. Fica nas proximidades de Remiremont. Em 2010 a comuna tinha 1 012 habitantes (densidade: 25,9 hab./km²).